# Ilha Buldir (Alasca)

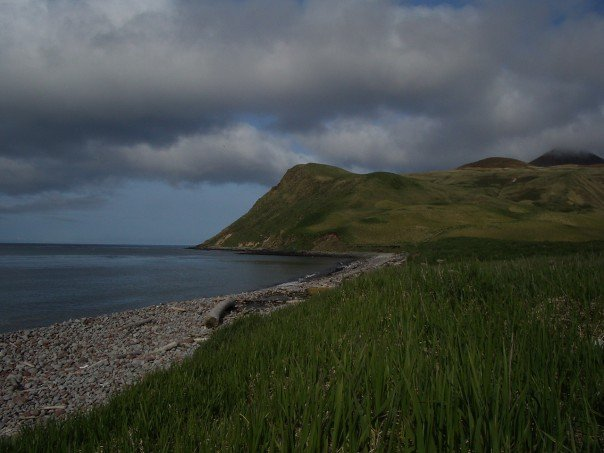
North Bight Beach

A Ilha Buldir (também escrita Buldyr, língua aleúte:Idmaax) é uma pequena ilha na parte oeste das Ilhas Aleutas no estado norte-americano do Alasca. Fica entre as Ilhas Near a oeste e as Ilhas Rat a leste.
A ilha é pequena, com uma área de apenas 19,291 km². Tem 6,9 km de largura e 4 km de comprimento. Não há nenhuma população humana. Os dois maiores vulcões na ilha são o vulcão Buldir, que forma a maior parte da ilha e o Vulcão East Cape, que forma a parte noroeste da ilha. O Vulcão Buldir (656 m) é o mais alto ponto da ilha.